# 森川昌和
森川	昌和（もりかわ まさかず、1940年 - 2018年）は、日本の考古学者、教育者。中京女子大学（現・至学館大学）人文学部アジア文化学科教授、若狭歴史民俗資料館副館長。福井県の文化財調査員として鳥浜貝塚の発掘に携わり、「縄文のタイムカプセル」と呼ばれる考古学界に新見地を開く調査を行った。

## 人物・経歴
1940年、旧関東州（満州）現・中国大連市生まれ。1966年、立教大学大学院修了。立教大学では中川成夫の指導を受けた。
福井県立小浜水産高等学校教諭を経て、若狭教育事務所文化財調査員となる。
県の文化財調査員として、鳥浜貝塚の発掘に従事し、同貝塚から、当時として国内最古の丸木舟や漆製品など、国の重要文化財に指定される貴重な遺物を発掘し、「縄文のタイムカプセル」と呼ばれ考古学の世界に新見地を開く調査に携わる。
その後、若狭歴史民俗資料館副館長、福井県立若狭高等学校教諭を歴任。
1995年から、中京女子大学（現・至学館大学）人文学部アジア文化学科教授に就任。

## 主な著作
- 『浜禰遺跡 : 若狭大島半島土器製塩遺跡調査概報』森川昌和,大森宏 編 若考古学研究会 1971年3月
- 『若狭高浜町出土の石剣・石戈』森川昌和,大森宏 編 若考古学研究会 1971年8月
- 『若狭湾の遠賀川式土器 : 資料紹介』森川昌和,大森宏 編 若考古学研究会 1971年12月
- 『日本の古代』第4巻 鳥浜貝塚人の四季 岸俊男ほか 中央公論社 1986年6月
- 『日本の古代遺跡を掘る』森川昌和,橋本澄夫 著 読売新聞社 1994年4月
- 『鳥浜貝塚 : 縄文人のタイムカプセル』森川昌和 著 未来社 2002年3月